# Ceel Afweyn
Ceel Afweyn is een stad in het noorden van Somaliland, in de provincie Sanaag. De stad telt 20.000 bewoners en is daarmee de tweede grootste stad na Erigavo, de hoofdstad van de provincie.
Ceel Afweyn is ongeveer 100 jaar oud en is opgericht door Hagi Egeh.